# Locika jedovatá
Locika jedovatá (Lactuca virosa) je dvouletá léčivá rostlina z čeledi hvězdnicovité s účinky podobnými opiu.

## Popis
Locika jedovatá má olistěnou, oblou lodyhu a dosahuje výšky od 60 cm do 2 m. Přímá lodyha je nevětvená a světle zelená s fialovým tečkování. Listová růžice má vstřícné listy o délce až 50 cm, ty jsou tuhé, lysé a modravě zelené. Květenstvím je vrcholíková lata s množstvím žlutých květů. Plodí oválnou černou nažku se stříbrnými štětinami na špičce. Celá rostlina je protkána mléčnicemi, které při poranění roní latex.

## Areál rozšíření
Locika jedovatá pochází z oblasti Středozemního moře, ale vyskytuje se také v Severní Americe,a teplejších částech Evropy. Roste na kyprých, vlhkých půdách bohatých na živiny.

## Historie
Locika jedovatá je tradiční drogou severoamerických indiánů a do poloviny 19. století byla používána lékaři v případě nedostupnosti opia. Výraznější výzkum byl proveden roku 1911 ve Spojeném království, kde byly objeveny účinné látky, lactucopicrin a lactunin. Užíval ji také španělský architekt Antoni Gaudí, údajně pro získání inspirace.

## Použití
Locika jedovatá má účinky podobné opiu, žádné opiáty však neobsahuje. Z latexu se získává locikovina (lactucarium, locikové opium, salátové opium) jež je vzhledem i účinky podobná opiu. Může být užito jako anestetikum, uspávadlo či k rekreačním účelům. Účinky trvají od půl hodiny po pár hodin a ustupují zvolna. Oleje a extrakty se přidávají do čajů pomáhajících usnout. Používá se také do salátů. Vyrábí se také nápoje pomocí macerace listů. Nejčastějším způsobem užití, používaným i indiány je ale kouření sušeného latexu.
Rostlina obsahuje flavonoidy s silnými antioxidačními účinky. Také příznivě působí na kašel a používá se jako afrodisiakum. Nevyvolává závislost, ale může mít krátkodobé nežádoucí účinky jako pocení a závratě.